# قائمة النقود الورقية الفلسطينية
هذه قائمة الأوراق النقدية الفلسطينية، وهي تشمل الإصدارات الورقية للكيانات السياسية المختلفة التي تعاقبت على التاريخ الفلسطيني وذلك من زمن الانتداب البريطاني على فلسطين وحتى الاحتلال الإسرائيلي للضفة الغربية وقطاع غزة.
كان الجنيه الفلسطيني العملة الرسمية في فلسطين التاريخية وإمارة شرق الأردن ما بين عامي 1927 و 1948.
سابقًا، كان الجنيه المصري هو العملة المتداولة في فلسطين التاريخية وإمارة شرق الأردن إبّان عهد الدولة العثمانية، وبعد احتلالهما من قبل الجيش البريطاني عام 1920، استمر تداول الجنيه المصري حتى قرار السلطات البريطانية إصدار عملة خاصة بهاتين المنطقتين عام 1927، ليحل الجنيه الفلسطيني مكانه.
عند نهاية فترة الانتداب البريطاني في 15 مايو 1948 انحل مجلس فلسطين للنقد ووقف إصدار الجنيه الفلسطيني. استمرت المعاملة بالأوراق والقطاعات النقدية في المملكة الأردنية الهاشمية والضفة الغربية حتى 1949 عندما بدأت السلطات الأردنية إصدار الدينار الأردني. في قطاع غزة حل الجنيه المصري محل الجنيه الفلسطيني في 1951. أما في دولة إسرائيل فاستمرت المعاملة بالجنيه الفلسطيني حتى 1952 ولكن المؤسسة المصدرة للأوراق المالية كانت شركة إنكلترا فلسطين التي كانت تابعة للمنظمة الصهيونية العالمية. في أوائل الخمسينات أقامت إسرائيل بنكا مركزيا أصدر الجنيه الإسرائيلي بدلا للجنيه الفلسطيني.
العملة الرئيسية المتداول بها اليوم في المناطق الفلسطينية هي الدينار الأردني الصادر عن البنك المركزي الأردني والشيكل الإسرائيلي الجديد الصادر عن بنك إسرائيل.

## الأوراق النقدية لعام 1927-1945
متداول منذ 1 نوفمبر 1927. وجرى إصدار الأوراق النقدية حسب الحاجة المطلوبة، بالإضافة إلى الأوراق النقدية الصادرة مسبقًا لفئة معينة. تم إنتاج ما مجموعه 22 إصدارًا للأوراق النقدية من عام 1927 إلى عام 1945. وفي عام 1934 ، كان هناك 56 عملة من فئة 100 جنيه فقط متداولة في فلسطين.
كان راتب رجل شرطة 4 جنيهات إسترلينية شهريًا، وكان يتلقى زعيم القرية (المختار) راتباً شهرياً قدره 2 جنيهات إسترلينية من الإدارة المدنية، ويمكن أن تتراوح أتعاب المحامي بين 3 و 10 جنيهات إسترلينية، وتكاليف قانونية من 4 إلى 15 جنيهات إسترلينية، وغرامة من 1 إلى 5 جنيهات إسترلينية. حتى 15 سبتمبر 1948، تم صرف الجنيه الفلسطيني للبنك الأنجلو فلسطيني بسعر 1: 1.
في الجدول، يتم ترتيب الأوراق النقدية بالقيمة الاسمية بترتيب تصاعدي:
| الجنيه الفلسطيني                                                   | الجنيه الفلسطيني             | الجنيه الفلسطيني             | الجنيه الفلسطيني             | الجنيه الفلسطيني             | الجنيه الفلسطيني                                      | الجنيه الفلسطيني                                       | الجنيه الفلسطيني                                       | الجنيه الفلسطيني             | الجنيه الفلسطيني                       |
| صادر عن مجلس النقد الفلسطيني                                       | صادر عن مجلس النقد الفلسطيني | صادر عن مجلس النقد الفلسطيني | صادر عن مجلس النقد الفلسطيني | صادر عن مجلس النقد الفلسطيني | صادر عن مجلس النقد الفلسطيني                          | صادر عن مجلس النقد الفلسطيني                           | صادر عن مجلس النقد الفلسطيني                           | صادر عن مجلس النقد الفلسطيني | صادر عن مجلس النقد الفلسطيني           |
| صورة العملة                                                        | صورة العملة                  | القيمة                       | الأبعاد (مم)                 | اللون الرئيسي                | الوصف                                                 | الوصف                                                  | الوصف                                                  | تاريخ أول عدد                | الكمية المتداولة مع نهاية الانتداب     |
| الوجه الأمامي                                                      | الوجه الخلفي                 | القيمة                       | الأبعاد (مم)                 | اللون الرئيسي                | وصف الوجه الأمامي                                     | وصف الوجه الخلفي                                       | علامة مائية                                            | تاريخ أول عدد                | الكمية المتداولة مع نهاية الانتداب     |
| ------------------------------------------------------------------ | ---------------------------- | ---------------------------- | ---------------------------- | ---------------------------- | ----------------------------------------------------- | ------------------------------------------------------ | ------------------------------------------------------ | ---------------------------- | -------------------------------------- |
| 500 mils                                                           |                              | 500 مل (خمسمائة مل)          | 127 × 76 مم                  | بنفسجي                       | مسجد بلال (بيت لحم)                                   | برج القلعة                                             | زيتون sprig                                            | 1 سبتمبر 1927                | 1,872,811                              |
| 1 pound obverse                                                    |                              | جنيه واحد                    | 166 × 89 مم                  | أخضر مصفر                    | قبة الصخرة                                            | برج القلعة                                             | زيتون sprig                                            | 1 سبتمبر 1927                | 9,413,578                              |
|                                                                    |                              | خمسة جنيهات                  | 192 × 103 مم                 | أحمر                         | برج الرملة                                            | برج القلعة                                             | زيتون sprig                                            | 1 سبتمبر 1927                | 3,909,230                              |
| 10 pounds                                                          |                              | عشرة جنيهات                  | 192 × 103 مم                 | أزرق غامق                    | برج الرملة                                            | برج القلعة                                             | زيتون sprig                                            | 1 سبتمبر 1927                | 2,004,128                              |
|                                                                    |                              | خمسون جنيه فلسطينياً          | 192 × 103 مم                 | بنفسجي يميل إلى اللون البني  | برج الرملة                                            | برج القلعة                                             | زيتون sprig                                            | 1 سبتمبر 1927                | 20,577                                 |
| 100 pounds                                                         |                              | مائة جنيه فلسطيني            | 192 × 103 مم                 | أخضر غامق                    | برج الرملة                                            | برج القلعة                                             | زيتون sprig                                            | 1 سبتمبر 1927                | 1,587                                  |
| تحتوي العملة على كلمة فلسطين باللغات العربية والإنجليزية والعبرية. |                              |                              |                              |                              |                                                       |                                                        |                                                        |                              |                                        |
| صادر عن البنك الأنجلو فلسطيني (إسرائيل)                            |                              |                              |                              |                              |                                                       |                                                        |                                                        |                              |                                        |
| صورة العملة                                                        | صورة العملة                  | القيمة                       | الأبعاد (مم)                 | اللون الرئيسي                | الوصف                                                 | الوصف                                                  | الوصف                                                  | التاريخ                      | التاريخ                                |
| الوجه الأمامي                                                      | الوجه الخلفي                 | القيمة                       | الأبعاد (مم)                 | اللون الرئيسي                | الوجه الأمامي                                         | الوجه الخلفي                                           | الوجه الخلفي                                           | تعرض العملة للمشاكل          | التوقف عن المناقصة القانونية (التداول) |
|                                                                    |                              | 500 مل (خمسمائة مل)          | 148 x 72 مم                  | رمادي مع اللون الوردي        | "البنك الانجلو فلسطيني المحدود" بالعبرية والانجليزية. | "البنك الانجلو فلسطيني المحدود" بالعبرية والانجليزية.. | "البنك الانجلو فلسطيني المحدود" بالعبرية والانجليزية.. | 18 أغسطس 1948                | 23 يونيو 1952                          |
|                                                                    |                              | جنيه واحد                    | 100 x 75 مم                  | أزرق مع اللون الأخضر         | "البنك الانجلو فلسطيني المحدود" بالعبرية والانجليزية. | "البنك الانجلو فلسطيني المحدود" بالعبرية والانجليزية.. | "البنك الانجلو فلسطيني المحدود" بالعبرية والانجليزية.. | 18 أغسطس 1948                | 23 يونيو 1952                          |
|                                                                    |                              | خمسة جنيهات                  | 105 x 68 مم                  | بني                          | "البنك الانجلو فلسطيني المحدود" بالعبرية والانجليزية. | "البنك الانجلو فلسطيني المحدود" بالعبرية والانجليزية.. | "البنك الانجلو فلسطيني المحدود" بالعبرية والانجليزية.. | 18 أغسطس 1948                | 23 يونيو 1952                          |
|                                                                    |                              | عشرة جنيهات                  | 150 x 80 مم                  | أحمر                         | "البنك الانجلو فلسطيني المحدود" بالعبرية والانجليزية. | "البنك الانجلو فلسطيني المحدود" بالعبرية والانجليزية.. | "البنك الانجلو فلسطيني المحدود" بالعبرية والانجليزية.. | 18 أغسطس 1948                | 23 يونيو 1952                          |
|                                                                    |                              | خمسون جنيه فلسطينياً          | 159 x 84 مم                  | البنفسجي                     | "البنك الانجلو فلسطيني المحدود" بالعبرية والانجليزية. | "البنك الانجلو فلسطيني المحدود" بالعبرية والانجليزية.. | "البنك الانجلو فلسطيني المحدود" بالعبرية والانجليزية.. | 18 أغسطس 1948                | 23 يونيو 1952                          |

- كان هناك 82 نسخة من فئة 50 جنه فلسطيني، والتي لم تتم إعادتها في عام 1948 إلى بنك إنجلترا. 26 منهم في المتاحف وفي أيدي جامعي النقود. ولا توجد معلومات عن مصير البقية.
- كان هناك 10 نسخ من الأوراق النقدية من فئة 100 جنيه فلسطيني، ولم تُعاد إلى بنك إنجلترا عام 1948. 4 من هذه النسخ في المتاحف وفي أيدي جامعي النقود. وتم التعرف على أرقامها التسلسلية وتواريخ إصدارها وهي:

1. 1 سبتمبر 1927 - A000719 .
2. 1 سبتمبر 1927 - A000935.
3. 30 سبتمبر 1929 - A001020.
4. 30 سبتمبر 1929 - A001088.

- تم بيع ورقة نقدية من فئة 10 جنيهات فلسطينية من عام 1927 مرقمة A009367 إلى جامع نقود غير معروف في ديسمبر 2008 في مدينة كانساس سيتي مقابل 62,500 دولار.

## العملة المتداولة في فلسطين 1949 - 1975 (بعدالنكبةوالنكسة)
|  |  | خمس مائة فلس | 128 × 76 mm | برتقالي داكن | مشروع ري وادي العرب      | راعي مع قطيعه | تقويم ميلادي1949 تقويم هجري1368 |
|  |  | دينار واحد   | 160 × 86 mm | أخضر         | عبد الله الأول بن الحسين | جرش           | تقويم ميلادي1949 تقويم هجري1368 |
|  |  | خمسة دنانير  | 169 × 88 mm | أحمر         | عبد الله الأول بن الحسين | البتراء       | تقويم ميلادي1949 تقويم هجري1368 |
|  |  | عشرة دنانير  | 185 × 97 mm | أزرق         | عبد الله الأول بن الحسين | البتراء       | تقويم ميلادي1949 تقويم هجري1368 |

| الإصدار الأول عن البنك المركزي الأردني | الإصدار الأول عن البنك المركزي الأردني | الإصدار الأول عن البنك المركزي الأردني | الإصدار الأول عن البنك المركزي الأردني | الإصدار الأول عن البنك المركزي الأردني | الإصدار الأول عن البنك المركزي الأردني | الإصدار الأول عن البنك المركزي الأردني | الإصدار الأول عن البنك المركزي الأردني | الإصدار الأول عن البنك المركزي الأردني | الإصدار الأول عن البنك المركزي الأردني |
| الوجه                                  | الظهر                                  | القيمة                                 | الأبعاد                                | اللون الأساسي                          | الوجه                                  | الظهر                                  | تاريخ السك                             | ملاحظات |                                        |
| -------------------------------------- | -------------------------------------- | -------------------------------------- | -------------------------------------- | -------------------------------------- | -------------------------------------- | -------------------------------------- | -------------------------------------- | --- | -------------------------------------- |
|                                        |                                        | نصف دينار                              | 140 × 70 mm                            | برتقالي داكن                           | الحسين بن طلال                         | جرش                                    | تقويم ميلادي1959 تقويم هجري1379        | أ. تم إصدار نموذجين يحملان نفس القيمة (500 فلس) و (نصف دينار) ب. تم إصدار نماذج تحتوي سنة قانون الإصدار 1959 ونماذج أخرى بدون تاريخ القانون |                                        |
|                                        |                                        | دينار واحد                             | 150 × 75 mm                            | أخضر                                   | الحسين بن طلال                         | قبة الصخرة                             | تقويم ميلادي1959 تقويم هجري1379        | أ. تم إصدار نموذجين يحملان نفس القيمة (500 فلس) و (نصف دينار) ب. تم إصدار نماذج تحتوي سنة قانون الإصدار 1959 ونماذج أخرى بدون تاريخ القانون |                                        |
|                                        |                                        | خمسة دنانير                            | 164 × 82 mm                            | أحمر                                   | الحسين بن طلال                         | البتراء                                | تقويم ميلادي1959 تقويم هجري1379        | أ. تم إصدار نموذجين يحملان نفس القيمة (500 فلس) و (نصف دينار) ب. تم إصدار نماذج تحتوي سنة قانون الإصدار 1959 ونماذج أخرى بدون تاريخ القانون |                                        |
|                                        |                                        | عشرة دنانير                            | 175 × 88 mm                            | أزرق                                   | الحسين بن طلال                         | المغطس                                 | تقويم ميلادي1959 تقويم هجري1379        | أ. تم إصدار نموذجين يحملان نفس القيمة (500 فلس) و (نصف دينار) ب. تم إصدار نماذج تحتوي سنة قانون الإصدار 1959 ونماذج أخرى بدون تاريخ القانون |                                        |

## الأوراق النقدية زمن الاحتلال الإسرائيلي للأراضي الفلسطينية

### الإصدار الأول (1985 - 1999)
بدأ التداول بالشيكل الجديد في 4 سبتمبر 1985 (لكن بدأ به رسميًا في 1 يناير 1986) عندما صدرت الأوراق النقدية من الفئات 5ش.ج، 10ش.ج، و50ش.ج، ثم بعد عدة أشهر صدرت أوراق نقدية من الفئتين 1ش.ج، و100ش.ج، وفي عام 1988 صدرت أوراق نقدية من الفئة 200ش.ج. جميع الأوراق النقدية صممت أفقيًا وبحجم موحد 76x138مم. الأوراق النقدية من الفئات 1ش.ج، 5ش.ج، و10ش.ج يأتي تصميمها كتصميم الأوراق النقدية من العملة السابقة الشيكل من الفئات 1,000 شيكل، 5,000 شيكل، و10,000 شيكل.
| الفئة   | الحجم     | اللون      | الجهة الأمامية | الجهة الخلفية | الصورة |
| ------- | --------- | ---------- | -------------- | --- | ------ |
| 1 ش.ج   | 76x 138مم | أخضر       | رمبام          | يظهر عليها مدينة طبرية وقبر الفيلسوف اليهودي رمبام.                                                                        |        |
| 5 ش.ج   | 76x 138مم | أزرق       | ليفي أشكول     | يظهر عليها أنبوب الناقل القطري للمياه، وفي الخلفية حقول وأراضي قاحلة.                                                      |        |
| 10 ش.ج  | 76x 138مم | برتقالي    | جولدا مائير    | يظهر عليها رئيسة الوزراء السابقة جولدا مائير وسط حشد من الناس أمام كنيس يهودي في موسكو بعد وصول المدينة السفير الإسرائيلي. |        |
| 20 ش.ج  | 76x 138مم | رمادي داكن | موشيه شاريت    | يظهر عليها المبنى الأصلي للمدرسة الثانوية "هرتسليا" في تل أبيب.                                                            |        |
| 50 ش.ج  | 76x 138مم | بنفسجي     | شموئيل عجنون   | يظهر عليها أفق مدينة القدس، وبلدة يهودية في شرق أوروبا.                                                                    |        |
| 100 ش.ج | 76x 138مم | بني        | إسحاق بن تسفي  | يظهر عليها الكنيس القديم في البقيعة، وشجرة الخروب، والكهف.                                                                 |        |
| 200 ش.ج | 76x 138مم | أحمر       | زلمان شازار    | يظهر عليها فتاة تقوم بالكتابة كرمز لقانون التعليم الإلزامي، وفي الخلفية أحرف عبرية.                                        |        |

### الإصدار الثاني (1999 - 2017)
بدأ التداول بالإصدار الثاني من الشيكل الجديد في 3 يناير 1999، مع إصدار الفئتين 20ش.ج، و100ش.ج. وفي 31 أكتوبر من نفس العام صدرت الفئتين 50ش.ج، و200ش.ج. جميع الأوراق النقدية صممت عموديًا وبحجم موحد 71x138مم. يتميز هذا الإصدار بالتكنولوجيا المساعدة لضعاف البصر، حيث من خلال لمسها يمكن التعرف عليها.
| الفئة   | الحجم     | اللون  | الجهة الأمامية                                                    | الجهة الخلفية                                                             | الصورة  |
| ------- | --------- | ------ | ----------------------------------------------------------------- | ------------------------------------------------------------------------- | ------- |
| 20 ش.ج  | 71x 138مم | أخضر   | موشيه شاريت                                                       | يظهر عليها متطوعون يهود في الحرب العالمية الثانية، وبرج مراقبة.           |         |
| 50 ش.ج  | 71x 138مم | بنفسجي | شموئيل عجنون                                                      | يظهر عليها مذكرة عجنون، قلم ونظارة، القدس وجبل الهيكل.                    |         |
| 100 ش.ج | 71x 138مم | بني    | إسحاق بن تسفي                                                     | يظهر عليها الكنيس القديم في البقيعة.                                      |         |
| 200 ش.ج | 71x 138مم | أحمر   | زلمان شازار                                                       | يظهر عليها شارع في صفد، ونص من مذكرة شازار عن صفد.                        |         |
| 500 ش.ج | 71x 138مم | أزرق   | إسحاق رابين، وفي الخلفية توقيع معاهدة السلام بين إسرائيل والأردن. | يظهر عليها مقتطفات من خطاب رئيس الوزراء الراحل قبل فترة وجيزة من اغتياله. | لم تطبع |

### الإصدار الثالث (2014 - الآن)
في 14 نوفمبر 2012، أعلن بنك إسرائيل أن سلسلة جديدة من الأوراق النقدية شارفت على المراحل النهائية من التصميم. أولى الأوراق النقدية الجديدة التي تم بدء التداول بها هي فئة 50₪ ابتداءً من 16 سبتمبر 2014، تلاها فئة 200₪ في 23 ديسمبر 2015. أما الفئتين 20₪ و100₪ فتم إصدارهما في 23 نوفمبر 2017.
تم أيضًا في التصميم الجديد تغيير هجاء اسم العملة باللغة العربية من «شيقل» كما كانت تكتب في السابق إلى «شيكل»، وبالإنجليزية من "sheqel"/"sheqalim" إلى "shekel"/"shekels".
| الفئة   | اللون   | الحجم    | الجهة الأمامية | الجهة الخلفية | الإصدار         | الصورة |
| ------- | ------- | -------- | --- | --- | --------------- | ------ |
| 20 ش.ج  | أحمر    | 71 × 129 | ريتشيل بلوستين على خلفية فروع من شجرة نخيل                                                                             | عرض نموذجي من شواطئ بحيرة طبريا واقتباس من قصيدتها "وربما لو اختلفت الأمور..." (بالعبرية: ואולי לא היו הדברים...): «הוֹי, כִּנֶּרֶת שֶׁלִּי, הֶהָיִית, אוֹ חָלַמְתִּי חֲלוֹם?» «هل هذه بحيرة طبريا أم أني كنت أحلم؟»                                                | 23 نوفمبر، 2017 |        |
| 50 ش.ج  | أخضر    | 71 × 136 | شاؤول تشرنحوفسكي على خلفية شجرة برتقال وثمارها مستوحاة من قصيدته "يا بلادي موطني" (بالعبرية: הוי, ארצי! מולדתי!)       | عمود بنمط كورنثي تعبيرًا عن تأثره بالأعمال الأدبية الكلاسيكية من اليونان القديمة واقتباس من قصيدته "أنا أؤمن" (بالعبرية: אני מאמין): «כִּי עוֹד אַאֲמִין גַּם בָּאָדָם, גַּם בְּרוּחוֹ, רוּחַ עָז» «لأنني ما زلت أؤمن بالإنسان وبروحه، روحه العظيمة»                 | 16 سبتمبر، 2014 |        |
| 100 ش.ج | برتقالي | 71 × 143 | ليئا غولدبرغ على خلفية أزهار شجرة اللوز مستوحاة من قصيدتها "أحببت زهر اللوز في بلادي" (بالعبرية: בארץ אהבתי השקד פורח) | مجموعة من الغزلان مستوحاة من كتابها للقصائد "ماذا تفعل الغزلان" (بالعبرية: מה עושות האיילות) واقتباس من قصيدتها "أيام بيضاء" (بالعبرية: ימים לבנים): «יָמִים לְבָנִים, אֲרֻכִּים כְּמוֹ בַּקַּיִץ קַרְנֵי-הַחַמָּה» «أيام بيضاء، طويلة مثل أشعة الشمس الحارة في الصيف» | 23 نوفمبر، 2017 |        |
| 200 ش.ج | أزرق    | 71 × 150 | ناتان الترمان على خلفية أوراق الخريف مستوحاة من قصيدته "لقاء لا ينتهي" (بالعبرية: פגישה לאין קץ)                       | نباتات في ليلة مقمرة مستوحاة من قصيدته "لقاء لا ينتهي" (بالعبرية: פגישה לאין קץ) واقتباس من قصيدته "أغنية الصباح" (بالعبرية: שיר בוקר): «אָנוּ אוֹהֲבִים אוֹתָךְ, מוֹלֶדֶת, בְּשִׂמְחָה, בְּשִׁיר וּבְעָמָל» «نحن نحبك أيها الوطن، بالمسرة، بالغناء وبالعمل»            | 23 ديسمبر، 2015 |        |